# Edmilson Junior
Pour les articles homonymes, voir Edmilson (homonymie).
Edmilson Junior, de son nom complet Edmilson Junior Paulo Da Silva, est un footballeur belgo-brésilien naturalisé qatarien né le 19 août 1994 à Liège, en Belgique. Il évolue au poste de milieu de terrain à Al Duhail SC au Qatar.
Il a obtenu la nationalité belge en juin 2017.
Il a obtenu la nationalité qatari en septembre 2024 et est sélectionné avec l'équipe nationale du Qatar.

## Biographie
Il est le fils d'Edmilson Paulo da Silva qui a notamment joué pour le RFC Seraing et le Standard de Liège dans les années 1990. Il intègre l'Académie Robert Louis-Dreyfus du Standard de Liège à l'âge de 12 ans. Il y reste jusqu'à 18 ans où il est transféré à Saint-Trond.

### Saint-Trond
Il réalise ses débuts professionnels avec l'équipe de K Saint-Trond VV. Avec cette équipe, il remporte le championnat de deuxième division en 2015.
En raison d'un problème administratif, Edmilson Junior ne peut toujours pas jouer avec les Diablotins.

### Standard de Liège
Le 6 janvier 2016, il signe un contrat au Standard de Liège jusqu'en 2019. Avec cette équipe, il remporte la Coupe de Belgique en 2016 et 2018. Il est particulièrement efficace lors des play-offs 1 2018 où il inscrit 7 buts en 10 rencontres. Les Liégeois terminent alors vice-champions de Belgique.
Dans le courant du mois de juin 2017, Edmilson Junior obtient la double nationalité.

### Al Duhail
Juste après la Supercoupe de Belgique 2018 contre le Club de Bruges, il annonce qu’il quitte le Standard de Liège pour le champion en titre du Qatar, Al-Duhail SC, situé à Doha. Le transfert est évalué à 5,5 millions d'euros mais la façon dont il est conclu à moindre coût (estimé à 2 millions d'euros) fait couler beaucoup d'encre surtout du côté de Saint-Trond, contractuellement intéressé par un pourcentage (40 %) du montant de ce transfert.Régulièrement titularisé, il est champion du Qatar en 2020 et 2023. Il est aussi sacré meilleur buteur de la Ligue des champions de l'AFC 2022, la plus prestigieuse des compétitions inter-clubs asiatiques de football.

## Palmarès
- K Saint-Trond VV
  - Championnat de Belgique de D2 en 2015

- Standard de Liège
  - Vainqueur de la Coupe de Belgique en 2016 et en 2018

- Al Duhail SC
  - Championnat du Qatar en 2020 et 2023.
  - Vainqueur de la coupe du Qatar en 2019 et 2022
  - Finaliste de la Coupe Sheikh Jassem (Supercoupe du Qatar) en 2019

## Statistiques

### En club
| Saison                | Club                  | Championnat           | Championnat | Championnat | Coupe(s) nationale(s) | Coupe(s) nationale(s) | Compétition(s) continentale(s) | Compétition(s) continentale(s) | Compétition(s) continentale(s) | Coupe du monde des clubs | Coupe du monde des clubs | Total | Total |
| Saison                | Club                  | Division              | M.          | B.          | M.                    | B.                    | Comp.                          | M.                             | B.                             | M.                       | B.                       | M.    | B.    |
| 2012-2013             | K Saint-Trond VV      | 2                     | 26          | 1           | 3                     | 1                     | -                              | -                              | -                              | -                        | -                        | 29    | 2     |
| 2013-2014             | K Saint-Trond VV      | 2                     | 21          | 1           | 0                     | 0                     | -                              | -                              | -                              | -                        | -                        | 21    | 1     |
| 2014-2015             | K Saint-Trond VV      | 2                     | 23          | 2           | 1                     | 0                     | -                              | -                              | -                              | -                        | -                        | 24    | 2     |
| 2015-2016             | K Saint-Trond VV      | 1                     | 19          | 5           | 2                     | 0                     | -                              | -                              | -                              | -                        | -                        | 21    | 5     |
| Sous-total            | Sous-total            | Sous-total            | 89          | 9           | 6                     | 1                     | -                              | -                              | -                              | -                        | -                        | 95    | 10    |
| 2015-2016             | Standard de Liège     | 1                     | 11          | 3           | 3                     | 1                     | -                              | -                              | -                              | -                        | -                        | 14    | 4     |
| 2016-2017             | Standard de Liège     | 1                     | 31          | 6           | 1                     | -                     | C3                             | 6                              | 1                              | -                        | -                        | 38    | 7     |
| 2017-2018             | Standard de Liège     | 1                     | 34          | 10          | 3                     | 1                     | -                              | -                              | -                              | -                        | -                        | 37    | 11    |
| Sous-total            | Sous-total            | Sous-total            | 76          | 19          | 7                     | 2                     | -                              | 6                              | 1                              | -                        | -                        | 89    | 22    |
| 2018-2019             | Al-Duhail             | 1                     | 22          | 4           | -                     | -                     | AFC                            | 2                              | 0                              | -                        | -                        | 24    | 4     |
| 2019-2020             | Al-Duhail             | 1                     | 19          | 6           | -                     | -                     | AFC                            | 8                              | 2                              | -                        | -                        | 27    | 8     |
| 2020-2021             | Al-Duhail             | 1                     | 16          | 12          | 3                     | 0                     | AFC                            | 4                              | 1                              | 2                        | 1                        | 25    | 14    |
| Sous-total            | Sous-total            | Sous-total            | 57          | 22          | 3                     | 0                     | -                              | 14                             | 3                              | 2                        | 1                        | 76    | 26    |
| Total sur la carrière | Total sur la carrière | Total sur la carrière | 201         | 41          | 16                    | 3                     | -                              | 20                             | 4                              | 2                        | 1                        | 239   | 49    |